# Пјано Оспедале (Палермо)
Пјано Оспедале је насеље у Италији у округу Палермо, региону Сицилија.
Према процени из 2011. у насељу је живело 76 становника. Насеље се налази на надморској висини од 801 м.